# Ігор Матанович
Ігор Матанович (хорв. Igor Matanović, нар. 31 березня 2003, Гамбург, Німеччина) — хорватський футболіст, нападник німецького клубу «Айнтрахт» і збірної Хорватії.

## Ігрова кар'єра

### Клубна
Ігор Матанович народився у німецькому місті Гамбург і у 2010 році почав займатися футболом в академії місцевого клубу «Санкт-Паулі». Перед сезоном 2020/21 футболіста було внесено до заявки першої команди і 27 листопада Матанович дебютував в основі у матчі Другої Бундесліги.
Влітку 2021 року футболіст перейшов до клубу Бундесліги «Айнтрахт» з Франкфурта, підписавши з клубом п'ятирічний контракт. Але грати залишився у «Санкт-Паулі» вже на правах оренди.
Відігравши два сезони в команді, Матанович повернувся до «Айнтрахта» і влітку 2023 року знову був відправлений в оренду до кінця сезону у клуб Другої Бундесліги «Карлсруе». Де став кращим бомбардиром сезону в команді.

### Збірна
На міжнародній арені Ігор Матанович починав виступи у юнацьких збірних Німеччини. З 2022 року нападник грає за молодіжну збірну Хорватії.